# Vincent Joseph Hines
Vincent Joseph Hines (* 14. September 1912 in New Haven, Connecticut, USA; † 23. April 1990) war ein US-amerikanischer Priester. Er war ab 1959 Bischof von Norwich.

## Leben
Vincent Joseph Hines empfing am 2. Mai 1937 das Sakrament der Priesterweihe.
Am 27. November 1959 ernannte ihn der römisch-katholische Papst Johannes XXIII. zum Bischof von Norwich. Der Erzbischof von Hartford, Henry Joseph O’Brien, spendete ihm am 17. März 1960 die Bischofsweihe; Mitkonsekratoren waren der Bischof von Worcester, Bernard Joseph Flanagan, und der Weihbischof in Hartford, John Francis Hackett.
Hines nahm an allen vier Sitzungsperioden des Zweiten Vatikanischen Konzils als Konzilsvater teil.
Am 5. Juni 1975 trat Vincent Joseph Hines als Bischof von Norwich zurück.